# 베이욜루

베이욜루의 위치

베이욜루(튀르키예어: Beyoğlu)는 튀르키예 이스탄불 주의 한 구이다. 유럽 쪽 이스탄불에 위치하고 있으며, 중세 시대에는 페라(Pera, 그리스어: Πέρα)라는 이름으로 불렸다. 이 이름은 20세기 중반까지 그리스인 유입에 따라 일반적으로 불리게 되었다. 페라는 그리스어로 가로지른다는 의미이다.
중세 때 베이욜루는 지중해 무역의 중심지 중 하나로 교역의 주요 무대였다. 무역 강국이던 제노바와 베네치아가 이곳에서 무역상사를 운영했다. 특히, 베네치아는 이곳을 기지로 삼아 해상 교역권을 행사했다.

## 자매도시
- 헝가리 페치
- 독일 도르트문트
- 이탈리아 제노바
- 독일 베를린
- 북마케도니아 스코페
- 벨기에 스하르베이크
- 루마니아 부쿠레슈티 1구
- 대한민국 성북구
- 독일 만하임

## 출신 인물
- 에르도안